# Riviera (Svizzera)
Riviera è un comune svizzero di 4 132 abitanti del Canton Ticino, nel distretto di Riviera del quale è il capoluogo, parte della Regione Tre Valli.

## Geografia fisica

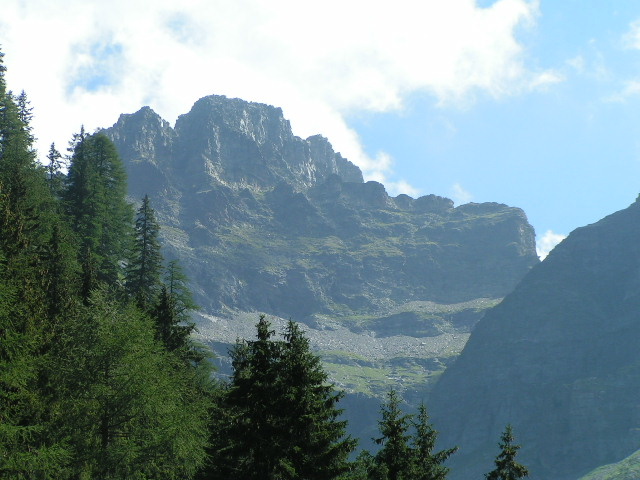
Il Torrone Alto visto dalla valle di Osogna

Riviera è situato sulle due sponde del fiume Ticino; confina a sud con la città di Bellinzona e a nord con Biasca. La cima più alta è il Torrone Alto (2 952 m s.l.m.); le rocce della regione sono lo gneiss e il granito.
La vegetazione è costituita da latifogli (faggio, castagno) fino a 900 m s.l.m. e in seguito da conifere (abete, larice) fino a 2000 m s.l.m.

## Origini del nome
Riviera ha tratto la sua denominazione da quella dell'omonimo baliaggio esistito tra il 1495 e il 1798.

## Storia
Il comune è stato istituito il 2 aprile 2017 (data dell'elezione del consiglio comunale e del municipio) con la fusione dei comuni soppressi di Cresciano, Iragna, Lodrino e Osogna. La fusione è stata decisa con votazione popolare del 18 ottobre 2015 ed è stata ratificata dal Gran Consiglio ticinese il 18 aprile 2016. La sede comunale è stata posta nel quartiere di Osogna.

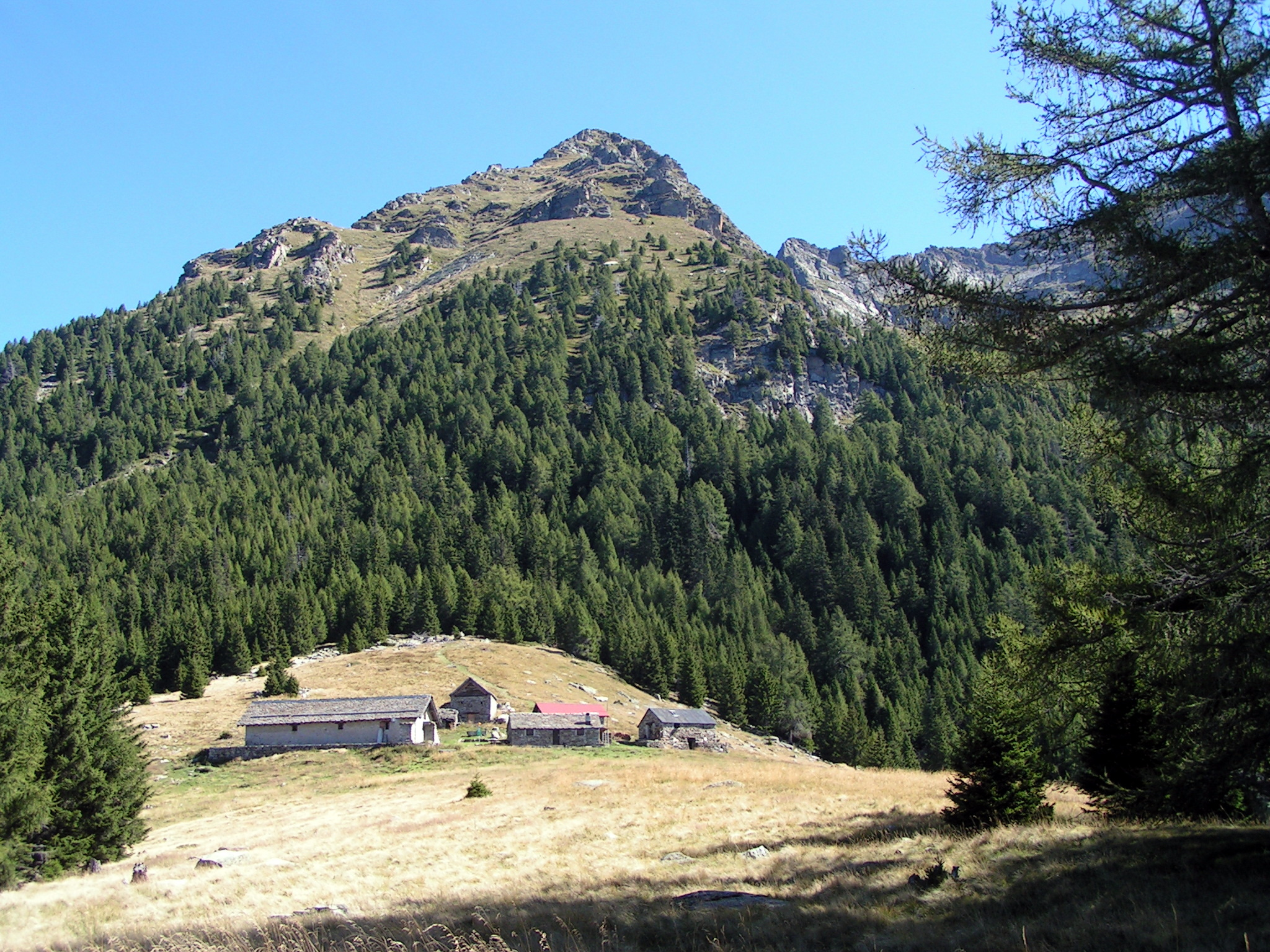
Il rifugio Pèu

Durante il Medioevo Riviera, allora non ancora un Comune unico, era parte dell’area d’influenza della città di Milano. Inizialmente era soggetta al capitolo dei canonici del Duomo, ma a partire dal XIII secolo fu ceduto in affitto ai Visconti e successivamente fu ereditato dagli Sforza.
Nel 1499, dopo una serie di conflitti fra Milano e i Confederati, Riviera fu attribuito a Uri, Svitto e Nidvaldo insieme a Biasca e Claro, attualmente quartiere della città di Bellinzona, per formare il Baliaggio di Riviera. Durante la Repubblica elvetica, dal 1798-1803, Riviera fu parte del Cantone di Bellinzona e dal 1803 è diventato parte del Canton Ticino.
Alla fine del XIX secolo Riviera conobbe un certo sviluppo economico grazie alla costruzione della Ferrovia del Gottardo che stimolò la nascita di una fiorente industria di estrazione del granito. A partire dagli anni 1960 - 1970 iniziarono a sorgere, soprattutto nel quartiere di Osogna, servita da una stazione ferroviaria, una serie di piccole industrie e depositi.
Durante la seconda guerra mondiale Riviera era un'importante base difensiva svizzera per la presenza della Linea LONA (LOdrino - OsogNA), uno sbarramento difensivo costituito da 23 fortini lungo un fronte di 10 km. Inoltre, nel 1943 vi fu edificato l'aerodromo militare nell'attuale quartiere di Lodrino, che oggi serve anche da eliporto civile.

## Monumenti e luoghi d'interesse

### Architetture religiose

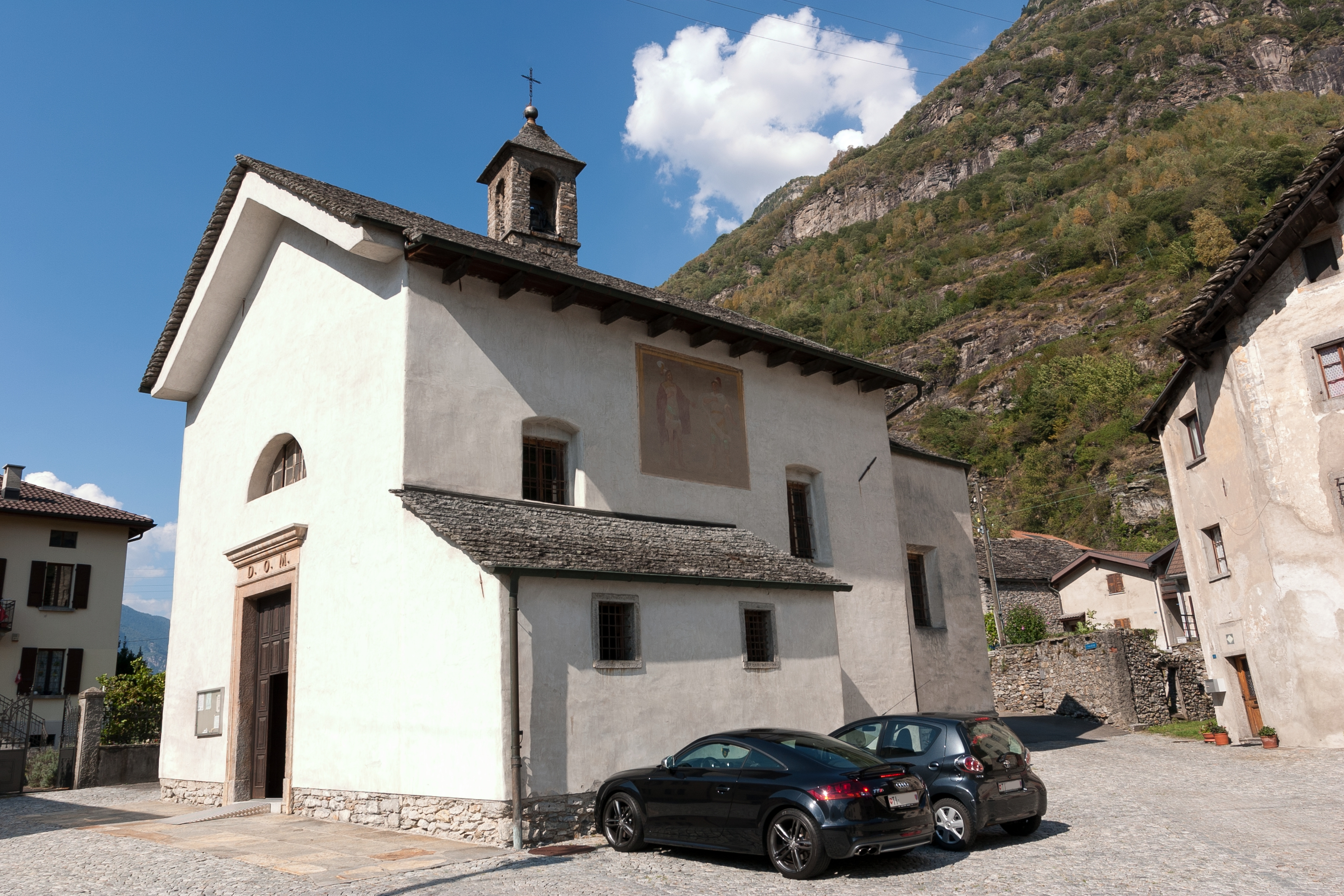
La chiesa parrocchiale dei Santi Felino e Gratiniano di Osogna

- Chiesa parrocchiale dei Santi Felino e Gratiniano in località Osogna, attestata dal XIII secolo[7];
- Chiesa parrocchiale di San Vincenzo in località Cresciano, attestata dal XIII secolo[8];
- Chiesa parrocchiale di Sant'Ambrogio in località Lodrino, attestata dal 1375 ma eretta su una preesistente costruzione dell'XI-XII secolo[9];
- Chiesa dei Santi Martiri Maccabei, già chiesa dei Santi Eusebio e Gaudenzio, in località Iragna, attestata dal 1210[10];
- Chiesa di San Martino di Tours, già chiesa parrocchiale dei Santi Placido e Sigisberto, in località Monte Paglio presso Lodrino, attestata dal 1215[9];
- Chiesa parrocchiale dei Santi Gervasio e Protasio in località Prosito, eretta nel XIII secolo[9];
- Chiesa della Santa Pietà in località Osogna, eretta nel XVI secolo[7];
- Chiesa di Santa Maria del Castello in località Osogna, eretta nel XVIII secolo[7];
- Oratorio di San Carlo Borromeo in località Cresciano[senza fonte];
- Oratorio di San Giovanni Battista in località Rodaglio[senza fonte].

### Architetture militari

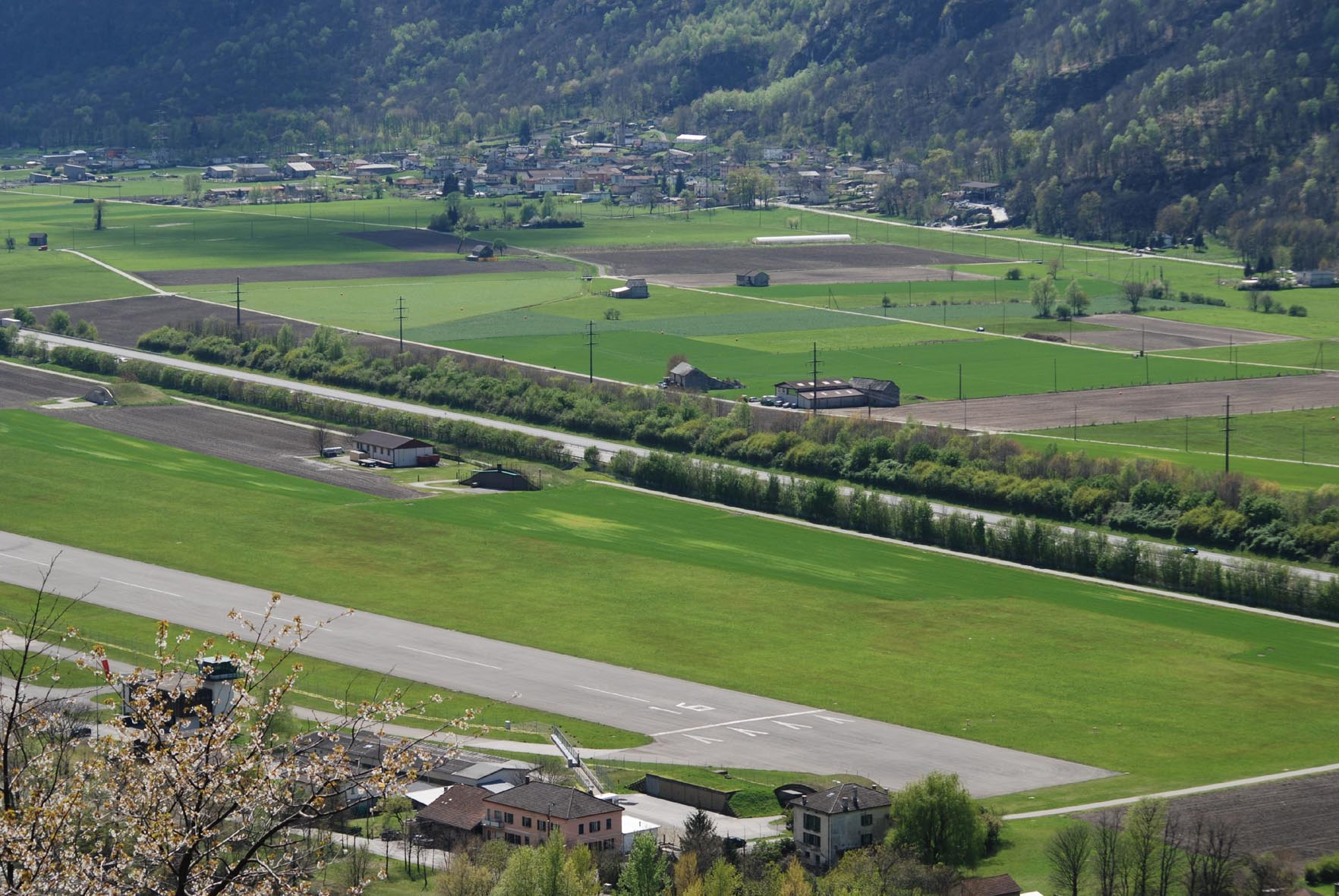
L'aerodromo militare di Riviera

- Linea LONA, sbarramento difensivo tra Lodrino e Osogna costruito nel 1939[9];
- Aerodromo militare in località Lodrino, aperto nel 1943[9], con l'hangar costruito nel 1994 da Emilio Bernegger ed Edy Quaglia[senza fonte]; è anche un eliporto civile[9].

## Società

### Evoluzione demografica
L'evoluzione demografica è riportata nella seguente tabella:
Abitanti censiti

## Geografia antropica

### Quartieri
- Cresciano
- Iragna
- Lodrino
  - Prosito[13]
  - Rodaglio[13]
- Osogna

## Sport

### Sito d'arrampicata
Il quartiere di Cresciano è una celebre meta per il bouldering e ospita uno dei più rinomati siti d'arrampicata al mondo. La roccia è gneiss granitico e sono presenti oltre mille passaggi disposti su sedici settori.
Tra i passaggi più difficili e famosi, l'8C The Story Of Two Worlds salito dall'arrampicatore statunitense Dave Graham il 9 gennaio 2005 e Dreamtime, boulder di Fred Nicole (novembre 2000), primo passaggio di grado proposto 8C della storia del bouldering.

## Amministrazione
L'amministrazione comunale e le scuole sono decentralizzate: l'amministrazione generale è nel quartiere di Osogna, le finanze in quello di Cresciano, l'ufficio tecnico a Iragna e gli sportelli sociali, compreso il controllo abitanti, a Lodrino.